# Julio Castillo Fernández
Julio César Castillo Fernández es un político peruano. Fue alcalde provincial de Oxapampa entre 1996 a 1998 y entre 2019 y 2022. Entre 2012 y 2014 fue también presidente de la Cámara de Comercio de Oxapampa.
Nació en Oxapampa, Perú, el 1 de septiembre de 1958, hijo de Orlando Gabriel Castillo Casablanca y Rosales Fernández Quiroz. Cursó sus estudios primarios en su ciudad natal y los secundarios en la ciudad de Lima. Entre 1977 a 1981 cursó estudios superiores de contabilidad en la Universidad Inca Garcilaso de la Vega sin concluir la carrera.
Su primera participación política se dio en las elecciones municipales de 1986 cuando postuló a  una regiduría de la provincia de Oxapampa sin éxito. En las elecciones municipales de 1995 fue elegido como alcalde de la provincia de Oxapampa, cargo que ejerció de 1996 a 1998. No buscó la reelección. Participó en las elecciones regionales del 2014 como candidato a vicepresidente del Gobierno Regional de Pasco por el movimiento Pasco Dignidad junto al candidato a presidente regional Orlando Campos Salvatierra. Obtuvieron sólo el 7.058% de los votos. El 2018 participó en las elecciones municipales como candidato a regidor de la provincia de Oxapampa obteniendo la elección.